# Paul Hempel (Leichtathlet)

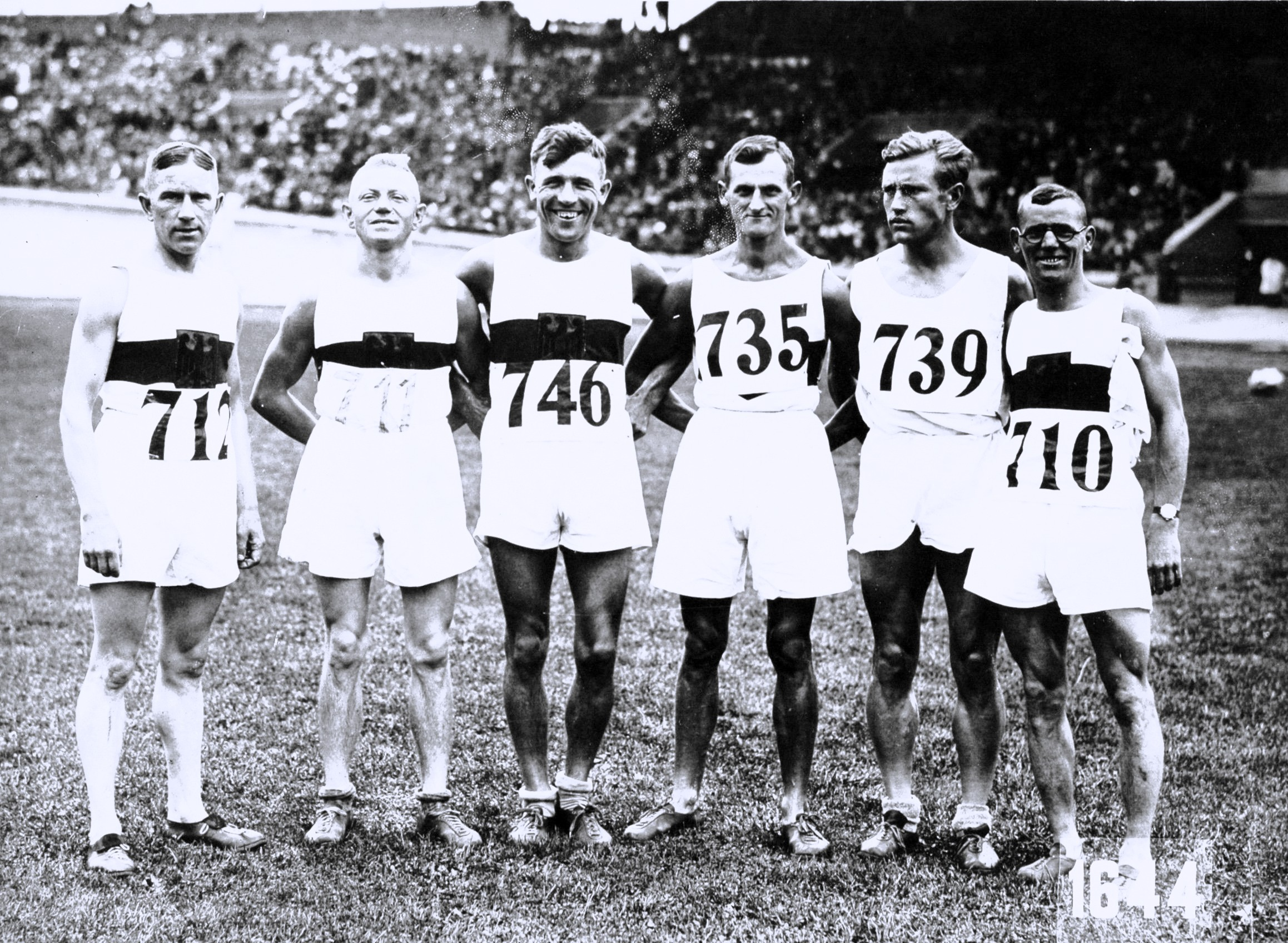
Hempel (links) in 1928

Paul Hempel (* 30. Juni 1890 in Berlin; † 25. Januar 1950 ebenda) war ein deutscher Marathonläufer.

## Leben
Bei seinem Debüt, dem Deutschen Marathonlauf von 1910, wurde er Vierter in 2:52:01 h. Zwei Jahre später gewann er ein Rennen für Profisportler auf der Trabrennbahn in Berlin-Rummelsburg in 2:55:10 h.
1919 ließ er sich in den Amateurstatus zurückversetzen. 1921 und 1922 gewann er den 25-km-Straßenlauf Quer durch Berlin, und 1923 siegte er beim Deutschen Marathonlauf in 2:52:23 h und gewann einen 40-km-Lauf in Kopenhagen in 2:35:55 h. 1924 verteidigte er seinen Titel beim Deutschen Marathonlauf mit der deutschen Rekordzeit von 2:47:06 h und wurde Dritter beim Marathon von Turin in 2:52:27 h.
1925 wurde der Deutsche Marathonlauf zur Deutschen Marathonmeisterschaft. Hempel errang zum dritten Mal den Titel in 2:48:26 h, obwohl er sich die Füße wundgelaufen hatte und barfuß das Rennen beenden musste.
1926 wurde er deutscher Vizemeister und siegte beim Košice-Marathon. Da er ohne Genehmigung seines Verbandes gestartet war, wurde er anschließend für einige Zeit gesperrt. Im Jahr darauf gab er bei der Deutschen Meisterschaft auf und wurde Dritter in Košice.

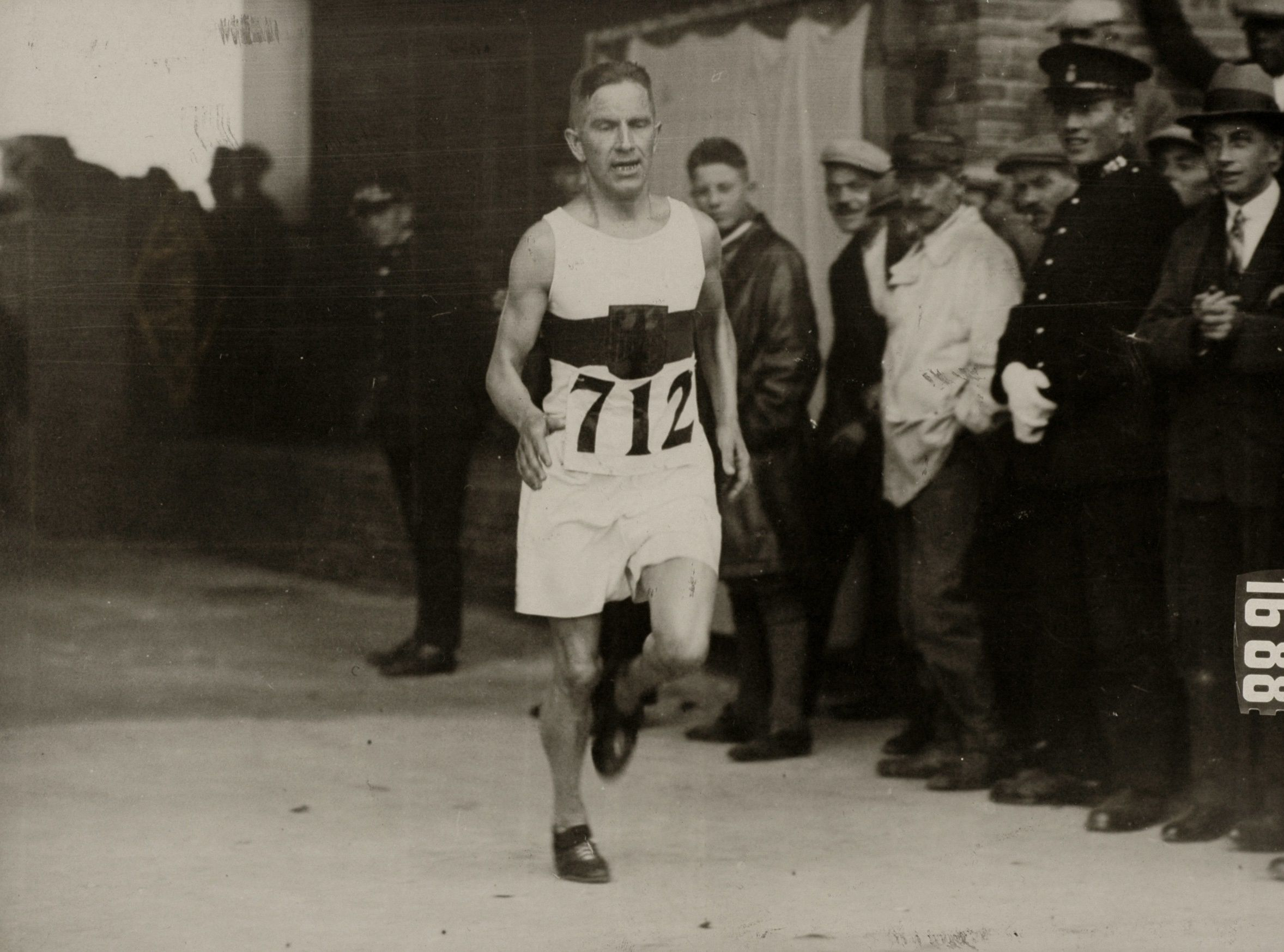
Paul Hempel (1928)

1928 wurde er beim Qualifikationsrennen für die Olympischen Spiele in Amsterdam am 17. Juni in Düsseldorf in 2:33:47 h Zweiter mit nur sechs Sekunden Rückstand auf Paul Gerhardt. Die Strecke war in der Ausschreibung mit 42,2 km angegeben, wahrscheinlich betrug sie jedoch nur 40,25 km. In Amsterdam kam er dann als zweitbester Deutscher in 2:52:01 h auf den 31. Platz.
1929 gewann er einen Marathon in Berlin mit der deutschen Jahresbestzeit von 2:47:35 h und drei Wochen später den Košice-Marathon.
1930 wurde er Dritter beim Marathon der Deutschen Kampfspiele. 42-jährig wurde er 1932 jeweils Sechster bei der Deutschen Meisterschaft und beim Polytechnic Marathon.
Paul Hempel startete zunächst für den SC Meteor Berlin, später für den SC Charlottenburg. Insgesamt bestritt er 34 Marathonläufe, von denen er neun als Sieger beendete.

## Persönliche Bestzeiten
- 5000 m: 16:54,8 min, 14. August 1910, Berlin
- 10.000 m: 36:58,2 min, 10. August 1919, Berlin
- Marathon: 2:47:06 h, 26. Juli 1924, Berlin